# McLaren MP4/3
McLaren MP4/3 je McLarnov dirkalnik Formule 1, ki je bil v uporabi v sezoni 1987, ko sta z njim dirkala Alain Prost in Stefan Johansson. Prost je dosegel tri zmage na Velikih nagradah Brazilije, Belgije in Portugalske, ob tem pa še eno drugo in tri tretja mesta, Johansson pa dve drugi in tri tretja mesta. Dosegla sta še dva najhitrejša kroga, ob koncu sezone pa je McLaren zasedel drugo mesto v konstruktorskem prvenstvu s 76-imi točkami.